# Paolo Farnese

Stemma dei Farnese

Paolo Farnese (Roma, 1504 – Roma, 1512), era figlio naturale del cardinale Alessandro Farnese, futuro papa Paolo III.

## Biografia
Figlio naturale del cardinale Alessandro Farnese e di Silvia Ruffini (già vedova di Giovanni Battista Crispo), nacque da questa unione illecita, nel 1504; prima che suo padre fosse eletto papa come Paolo III. I suoi fratelli erano Pier Luigi, Ranuccio e Costanza. Paolo fu legittimato da papa Giulio II con bolla dell'8 luglio 1505.

## Ascendenza
|                            |     |                                      | Genitori |  |  | Nonni |  |  | Bisnonni                    |  |  | Trisnonni      |  |
|                            |     |                                      |          |  |  |       |  |  | Ranuccio Farnese il Vecchio |  |  | Pietro Farnese |  |
|                            |     |                                      |          |  |  |       |  |  | Ranuccio Farnese il Vecchio |  |  | Pietro Farnese |  |
|                            |     | Pentesilea Dolci                     |          |  |  |       |  |  | Ranuccio Farnese il Vecchio |  |  |                |  |
| Pier Luigi Farnese Seniore |     |                                      |          |  |  |       |  |  | Ranuccio Farnese il Vecchio |  |  |                |  |
|                            |     | Agnese Monaldeschi della Cervara     | …        |  |  |       |  |  |                             |  |  |                |  |
|                            |     | Agnese Monaldeschi della Cervara     | …        |  |  |       |  |  |                             |  |  |                |  |
|                            |     | Agnese Monaldeschi della Cervara     | …        |  |  |       |  |  |                             |  |  |                |  |
| Papa Paolo III             |     | Agnese Monaldeschi della Cervara     |          |  |  |       |  |  |                             |  |  |                |  |
|                            |     | Onorato Gaetani, duca di Sermoneta   | …        |  |  |       |  |  |                             |  |  |                |  |
|                            |     | Onorato Gaetani, duca di Sermoneta   | …        |  |  |       |  |  |                             |  |  |                |  |
|                            |     | Onorato Gaetani, duca di Sermoneta   | …        |  |  |       |  |  |                             |  |  |                |  |
| Giovanna Caetani           |     | Onorato Gaetani, duca di Sermoneta   |          |  |  |       |  |  |                             |  |  |                |  |
|                            |     | Caterina Orsini dei duchi di Gravina | …        |  |  |       |  |  |                             |  |  |                |  |
|                            |     | Caterina Orsini dei duchi di Gravina | …        |  |  |       |  |  |                             |  |  |                |  |
|                            |     | Caterina Orsini dei duchi di Gravina | …        |  |  |       |  |  |                             |  |  |                |  |
| Paolo Farnese              |     | Caterina Orsini dei duchi di Gravina |          |  |  |       |  |  |                             |  |  |                |  |
|                            | ... | …                                    |          |  |  |       |  |  |                             |  |  |                |  |
|                            | ... | …                                    |          |  |  |       |  |  |                             |  |  |                |  |
|                            | ... | …                                    |          |  |  |       |  |  |                             |  |  |                |  |
| Rufino Ruffini             | ... |                                      |          |  |  |       |  |  |                             |  |  |                |  |
|                            |     | ...                                  | …        |  |  |       |  |  |                             |  |  |                |  |
|                            |     | ...                                  | …        |  |  |       |  |  |                             |  |  |                |  |
|                            |     | ...                                  | …        |  |  |       |  |  |                             |  |  |                |  |
| Silvia Ruffini             |     | ...                                  |          |  |  |       |  |  |                             |  |  |                |  |
|                            |     | ...                                  | …        |  |  |       |  |  |                             |  |  |                |  |
|                            |     | ...                                  | …        |  |  |       |  |  |                             |  |  |                |  |
|                            |     | ...                                  | …        |  |  |       |  |  |                             |  |  |                |  |
| Giovannella Caetani        |     | ...                                  |          |  |  |       |  |  |                             |  |  |                |  |
|                            |     | ...                                  | …        |  |  |       |  |  |                             |  |  |                |  |
|                            |     | ...                                  | …        |  |  |       |  |  |                             |  |  |                |  |
|                            |     | ...                                  | …        |  |  |       |  |  |                             |  |  |                |  |
|                            |     | ...                                  |          |  |  |       |  |  |                             |  |  |                |  |